# Asota carsina
Asota carsina là một loài bướm đêm thuộc họ Erebidae. Nó được tìm thấy ở Nias.